# Vincenzo Mungari
Vincenzo Mungari (Crotone, 21 aprile 1934 – Roma, 16 novembre 2015) è stato un avvocato, politico e dirigente pubblico italiano, già presidente dell'INAIL dal 2003 al 2008.

## Biografia
Nato nel 1934 a Crotone, ottiene la laurea in Giurisprudenza e comincia ad esercitare la professione di avvocato.
Nel 1996 viene eletto alle elezioni politiche come senatore della XIII Legislatura nelle file di Forza Italia.
Cessata l'attività politica, nel 2002 viene nominato commissario straordinario dell'INAIL dal Ministro del Welfare Roberto Maroni in seguito alle dimissioni dell'ex presidente Gianni Billia in merito allo scandalo tangenti dell'INAIL, le cui indagini erano condotte dal sostituto procuratore Henry John Woodcock. Nel 2003 ne diviene presidente e manterrà la carica fino al 2008. Gli succede alla presidenza dell'ente Marco Fabio Sartori.
È scomparso a Roma, dove risiedeva da molti anni, il 16 novembre 2015. Le sue esequie hanno avuto luogo il successivo 18 novembre nella chiesa di San Roberto Bellarmino a Roma.